# اثر سامبا
اثر سامبا (انگلیسی: Samba effect) کاهش ۳۵ درصدی ارزش ریال برزیل بود که در سال ۱۹۹۹ اتفاق افتاد. این اثر ناشی از بحران مالی آسیا در سال ۱۹۹۷ بود که باعث شد برزیل نرخ بهره را افزایش دهد و در تلاش برای کاهش هزینه‌ها و افزایش مالیات باشد تا ارزش واحد پول خود را حفظ کند. این اقدامات نتوانستند اثر مورد نظر را ایجاد کنند و دولت برزیل ارز خود را در برابر دلار آمریکا به حالت شناور درآورد، که منجر به کاهش چشمگیر ارزش آن شد. این کاهش ارزش همچنین ترس از گسترش بحران اقتصادی در حال پیشرفت در آسیا به آمریکای جنوبی را افزایش داد، زیرا بسیاری از کشورهای آمریکای جنوبی به شدت به صادرات صنعتی از برزیل وابسته بودند. این نگرانی‌ها منجر به اتخاذ برنامه ریاضتی توسط دولت برزیل به منظور دریافت بسته کمک ۴۱٫۵ میلیارد دلاری از صندوق بین‌المللی پول و سایر وام دهندگان جهان شد. در پایان سال ۱۹۹۹ این اثر رو به افول گذاشت و اقتصاد برزیل بهبود یافت. با این حال، بیکاری فقط کمی کمتر از قبل از آغاز این اثر بود و همچنان بیش از دو برابر اواخر دهه ۱۹۸۰ و اوایل دهه ۱۹۹۰ بود.